# Christian Ho
Christian Ho (chinois simplifié : 何宗宪 ; chinois traditionnel : 何宗憲 ; pinyin : Hé Zōngxiàn), né le 31 octobre 2006, est un pilote automobile singapouréo-coréen. Il participe au championnat de Formule 3 FIA 2025 avec l'écurie DAMS Lucas Oil. Il est également vice-champion d'Eurocup-3 et de Formule 4 espagnole.

## Biographie

### Karting
En 2017 et 2018, Ho participe à ses premières courses en WSK dans la catégorie 60 Mini. Après une saison en karting OK Junior, il termine vice-champion dans le championnat d'Allemagne Junior 2019, avec l'équipe Ricky Flynn Motorsport. Au cours de cette même saison, il participe également au championnat du monde, où il termine onzième. En septembre 2021, Ho rejoint la structure All Road Management de Nicolas Todt.

### Formule 4

#### Formule 4 UAE
Ho fait ses débuts en monoplace dans le championnat de Formule 4 des Émirats arabes unis 2022 avec MP Motorsport, lors du troisième week-end, afin de se préparer pour sa saison principale à venir. Il termine dixième lors de sa première course, puis cinquième lors des deux courses suivantes. Avec deux autres dixièmes places, il se classe vingt-et-unième du championnat.

#### Championnat d'Espagne de Formule 4

##### 2022
Ho poursuit sa collaboration avec MP Motorsport pour le championnat d'Espagne de Formule 4 2022. Pour sa première course, il termine à la dixième position. Ses résultats s'améliorent en fin de la saison, avec deux quatrièmes places et une cinquième place. Il termine le championnat en treizième position avec 50 points.

##### 2023

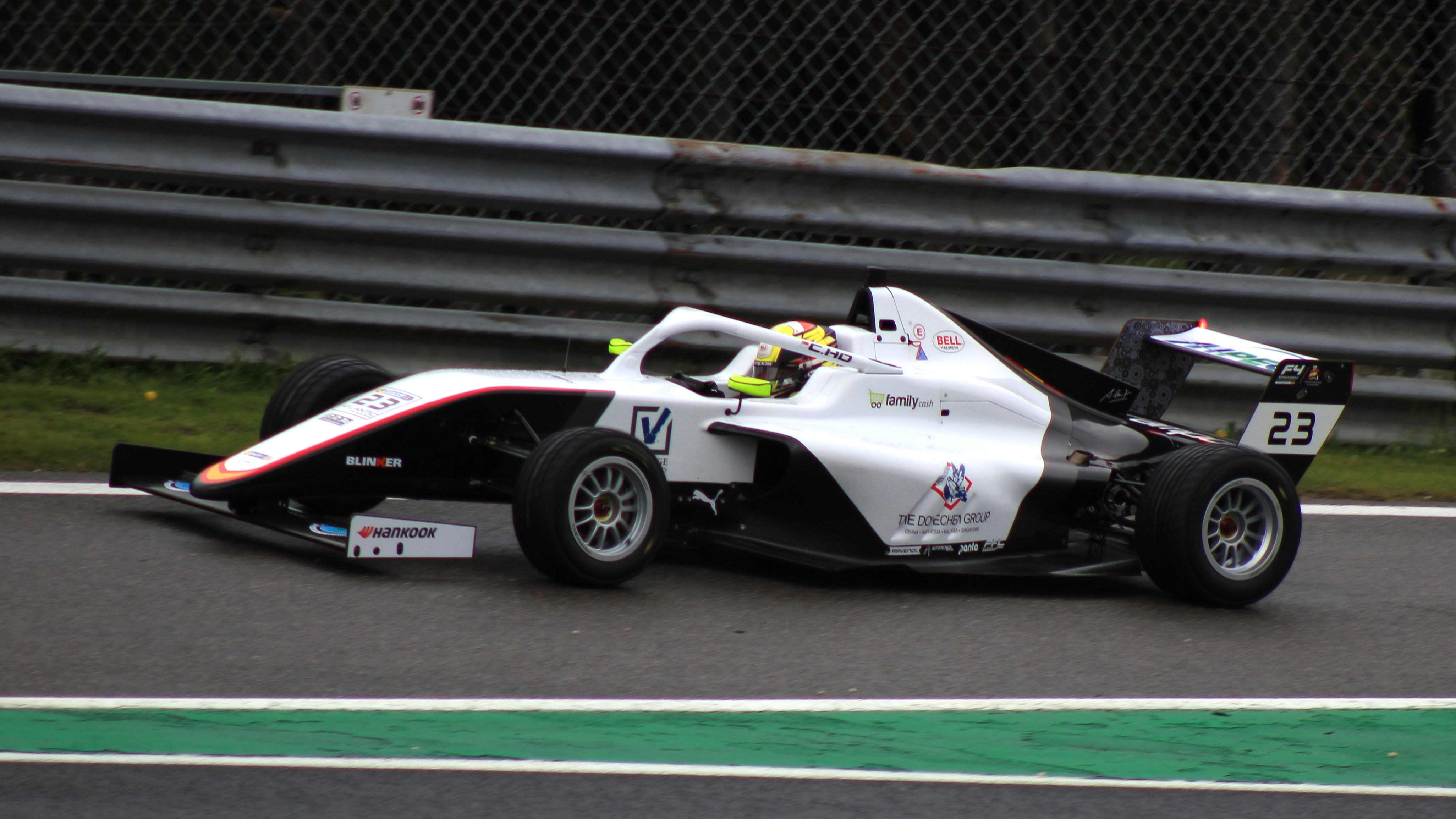
Christian Ho en Formule 4 espagnole à Spa-Francorchamps en 2023.

Pour la saison 2023, Ho reste dans le championnat mais change d'écurie en passant chez Campos Racing. Il décroche un double podium à Spa-Francorchamps. Après une double pole lors de la manche suivante en Aragón, il perd sa première victoire en raison d'une pénalité pour dépassement des limites de piste lors de la première course. Il s'impose cependant lors de la deuxième course. Par la suite, Ho enchaîne une série de cinq podiums consécutifs, de Jerez à Valence, avec également deux pole positions. Il décroche sa deuxième victoire à Valence. A Barcelone, il décroche la pole position des trois courses, qu'il remporte,,,,. Il termine vice-champion avec cinq victoires, sept pole positions et 291 points.

### Eurocup-3

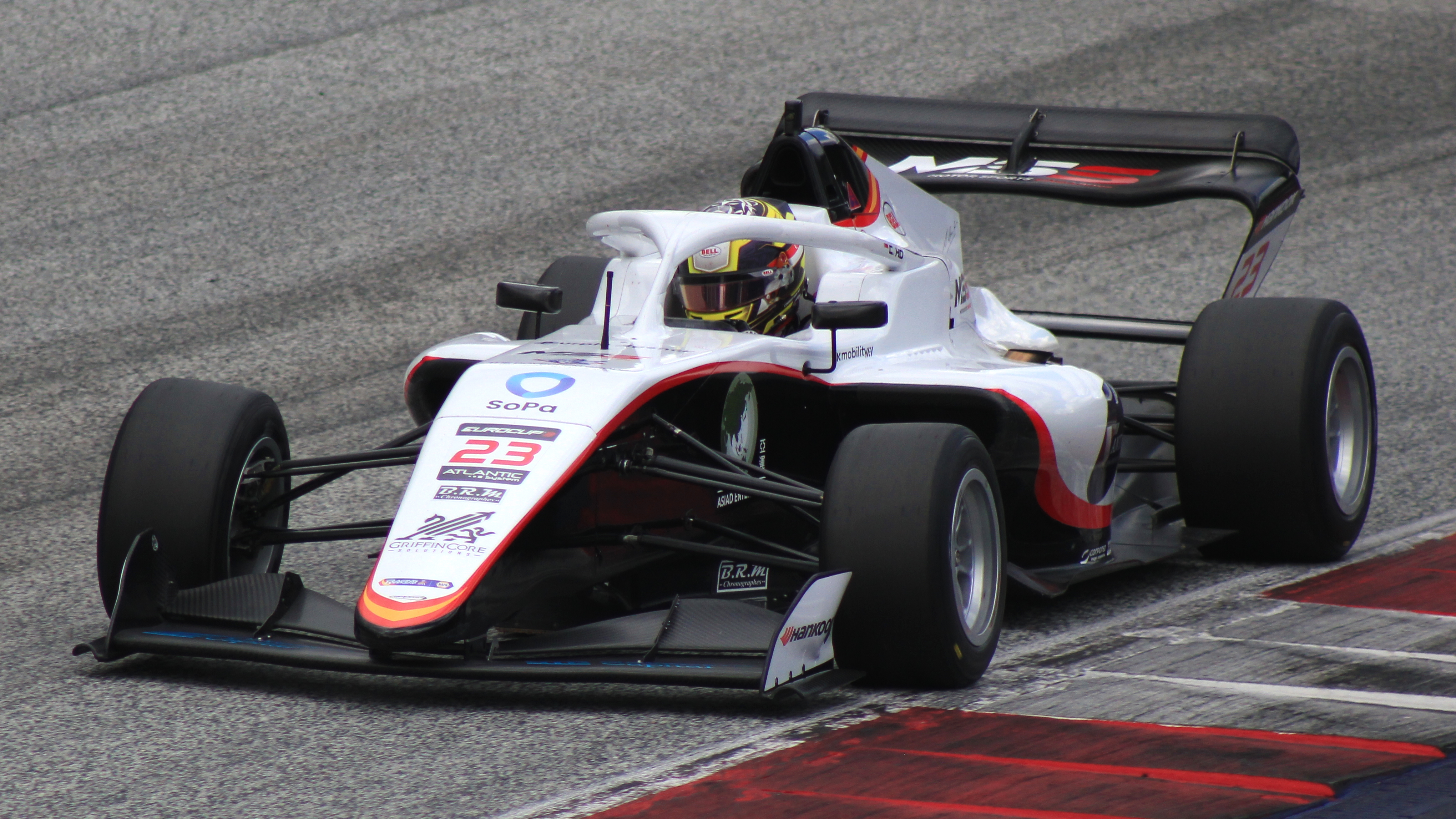
Christian Ho en Eurocup-3 à Spielberg en 2024.

En 2024, Ho rejoint le championnat d'Eurocup-3 avec Campos Racing. Un début de saison difficile ne lui permet d'obtenir qu'une quatrième place lors des deux premières manches. Il remporte ses premières victoires à Portimão, malgré une défaillance de suspension,. Il prend la tête du classement grâce à deux pole positions, une victoire et un podium au Paul Ricard. Cependant, malgré deux podiums supplémentaires lors des deux manches suivantes à Zandvoort et Aragón, son rival pour le titre, Javier Sagrera, remporte trois victoires et lui prend la tête du championnat,. Ho remporte la première course de la manche Jerez, et obtient une cinquième place lors de la seconde course, lui permettant de conserver des chances de titre, avec un retard de 26 points sur Sagrera,. Lors de la finale à Barcelone, Ho décroche la deuxième place dans la première course avant de remporter la seconde. Il termine vice-champion, s'inclinant face à Sagrera pour deux points. Cependant, en raison d'appels en cours concernant les résultats, le titre de champion n'a pas encore été attribué et pourrait revenir soit à Sagrera, soit à Ho.

### Championnat de Formule 3 FIA

#### 2025
En 2025, Ho fait ses débuts en Formule 3 FIA avec DAMS Lucas Oil, aux côtés de Matías Zagazeta et de Nicola Lacorte. Il devient le premier pilote singapourien à devenir titulaire en Championnat de Formule 3 FIA.

## Carrière

### Résultats en karting
| Saison   | Championnat                           | Ecurie                   | Position |
| -------- | ------------------------------------- | ------------------------ | -------- |
| 2017     | WSK Final Cup — 60 Mini               |                          | 19e      |
| 2017     | 46° Trofeo Delle Industrie — 60 Mini  | Gamoto ASD               | 16e      |
| 2018     | 29° Trofeo Andrea Margutti — 60 Mini  | Baby Race Driver Academy | 9e       |
| 2019     | WSK Final Cup — OKJ                   | Sauber Karting Team      | 16e      |
| 2019     | WSK Open Cup — OKJ                    | Sauber Karting Team      | 12e      |
| 2019     | IAME International Final — X30 Junior | Ricky Flynn Motorsport   | 14e      |
| 2019     | German Junior Kart Championship       | Ricky Flynn Motorsport   | 2e       |
| 2019     | CIK-FIA European Championship — OKJ   | Ricky Flynn Motorsport   | 33e      |
| 2019     | CIK-FIA World Championship — OKJ      | Ricky Flynn Motorsport   | 11e      |
| 2019     | WSK Euro Series — OKJ                 | Ricky Flynn Motorsport   | 15e      |
| 2019     | WSK Champions Cup — OKJ               | Ricky Flynn Motorsport   | 16e      |
| 2019     | WSK Super Master Series — OKJ         | Ricky Flynn Motorsport   | 19e      |
| 2019     | 24° South Garda Winter Cup — OKJ      | Ricky Flynn Motorsport   | 9e       |
| 2019     | CIK-FIA Karting Academy Trophy        |                          | 2e       |
| 2020     | WSK Euro Series — OKJ                 | Sauber Karting Team      | 16e      |
| 2020     | 25° South Garda Winter Cup — OKJ      | Sauber Karting Team      | 18e      |
| 2020     | WSK Super Master Series — OKJ         | Sauber Karting Team      | 16e      |
| 2020     | FIA Karting World Championship — OKJ  | Sauber Karting Team      | 4e       |
| 2020     | WSK Champions Cup — OKJ               | Sauber Karting Team      | 3e       |
| 2020     | IAME Asia Cup — Senior                | I.S Racing               | 3e       |
| 2021     | WSK Champions Cup — OK                | Sauber Karting Team      | 23e      |
| 2021     | WSK Super Master Series — OK          |                          | 24e      |
| Source : |                                       |                          |          |

### Résultats en monoplace
| Saison | Championnat                                      | Écurie         | Courses | Victoires | Pole positions | Meilleurs tours | Podiums | Points | Classement |
| ------ | ------------------------------------------------ | -------------- | ------- | --------- | -------------- | --------------- | ------- | ------ | ---------- |
| 2022   | Championnat des Émirats arabes unis de Formule 4 | MP Motorsport  | 12      | 0         | 0              | 0               | 0       | 13     | 21e        |
| 2022   | Championnat d'Espagne de Formule 4               | MP Motorsport  | 21      | 0         | 0              | 0               | 0       | 50     | 13e        |
| 2023   | Championnat d'Espagne de Formule 4               | Campos Racing  | 21      | 5         | 7              | 6               | 13      | 291    | 2e         |
| 2024   | Eurocup-3 Winter Series                          | Campos Racing  | 2       | 0         | 1              | 0               | 1       | -      | 2e         |
| 2024   | Eurocup-3                                        | Campos Racing  | 16      | 5         | 7              | 5               | 9       | 248    | 2e         |
| 2025   | Formule 3 FIA                                    | DAMS Lucas Oil | 17      | 0         | 0              | 0               | 0       | 17     | 21e        |

* Saison en cours.

### Résultats en championnat des Émirats arabes unis de Formule 4
(Les courses en gras indiquent une pole position) (Les courses en Italiques indiquent un meilleur tour)
| Saison | Ecurie        | 1      | 2      | 3      | 4      | 5      | 6      | 7      | 8      | 9         | 10        | 11       | 12         | 13        | 14        | 15        | 16        | 17        | 18        | 19        | 20         | Classement | Points |
| ------ | ------------- | ------ | ------ | ------ | ------ | ------ | ------ | ------ | ------ | --------- | --------- | -------- | ---------- | --------- | --------- | --------- | --------- | --------- | --------- | --------- | ---------- | ---------- | ------ |
| 2022   | MP Motorsport | YAS1 1 | YAS1 2 | YAS1 3 | YAS1 4 | DUB1 1 | DUB1 2 | DUB1 3 | DUB1 4 | DUB2 1 10 | DUB2 2 24 | DUB2 3 5 | DUB2 4 27† | DUB3 1 12 | DUB3 2 10 | DUB3 3 16 | DUB3 4 10 | YAS2 1 20 | YAS2 2 16 | YAS2 3 11 | YAS2 4 Abd | 21e        | 13     |

### Résultats en championnat d'Espagne de Formule 4
(Les courses en gras indiquent une pole position) (Les courses en Italiques indiquent un meilleur tour)
| Saison | Ecurie        | 1        | 2        | 3         | 4       | 5        | 6         | 7        | 8        | 9         | 10      | 11       | 12       | 13        | 14      | 15       | 16       | 17       | 18      | 19      | 20      | 21      | Classement | Points |
| ------ | ------------- | -------- | -------- | --------- | ------- | -------- | --------- | -------- | -------- | --------- | ------- | -------- | -------- | --------- | ------- | -------- | -------- | -------- | ------- | ------- | ------- | ------- | ---------- | ------ |
| 2022   | MP Motorsport | ALG 1 10 | ALG 2 12 | ALG 3 27† | JER 1 9 | JER 2 14 | JER 3 14  | CRT 1 16 | CRT 2 15 | CRT 3 7   | SPA 1 9 | SPA 2 14 | SPA 3 18 | ARA 1 Abd | ARA 2 9 | ARA 3 10 | NAV 1 14 | NAV 2 14 | NAV 3 5 | CAT 1 4 | CAT 2 7 | CAT 3 4 | 13e        | 50     |
| 2023   | Campos Racing | SPA 1 2  | SPA 2 26 | SPA 3     | ARA 1 2 | ARA 2 1  | ARA 3 Abd | NAV 1 4  | NAV 2 4  | NAV 3 Abd | JER 1 6 | JER 2 8  | JER 3    | EST 1 3   | EST 2 3 | EST 3 2  | CRT 1 3  | CRT 2 6  | CRT 3 1 | CAT 1   | CAT 2 1 | CAT 3 1 | 2e         | 291    |

### Résultats en Eurocup-3
(Les courses en gras indiquent une pole position) (Les courses en Italiques indiquent un meilleur tour)
| Saison | Ecurie        | 1         | 2       | 3         | 4       | 5     | 6       | 7         | 8       | 9       | 10      | 11      | 12      | 13      | 14    | 15      | 16      | 17      | Classement | Points |
| ------ | ------------- | --------- | ------- | --------- | ------- | ----- | ------- | --------- | ------- | ------- | ------- | ------- | ------- | ------- | ----- | ------- | ------- | ------- | ---------- | ------ |
| 2024   | Campos Racing | SPA 1 22† | SPA 2 A | RBR 1 Abd | RBR 2 4 | POR 1 | POR 2 1 | POR 3 21† | LEC 1 2 | LEC 2 1 | ZAN 1 2 | ZAN 2 5 | ARA 1 2 | ARA 2 9 | JER 1 | JER 2 5 | CAT 1 2 | CAT 2 1 | 2e         | 248    |

### Résultats en championnat de Formule 3 FIA
(Les courses en gras indiquent une pole position) (Les courses en Italiques indiquent un meilleur tour)
| Saison | Ecurie         | 1          | 2           | 3         | 4          | 5       | 6       | 7       | 8       | 9       | 10      | 11      | 12      | 13      | 14      | 15      | 16      | 17      | 18      | 19      | 20      | Classement | Points |
| ------ | -------------- | ---------- | ----------- | --------- | ---------- | ------- | ------- | ------- | ------- | ------- | ------- | ------- | ------- | ------- | ------- | ------- | ------- | ------- | ------- | ------- | ------- | ---------- | ------ |
| 2025   | DAMS Lucas Oil | MEL SPR 15 | MEL FEA Abd | BHR SPR 8 | BHR FEA 10 | IMO SPR | IMO FEA | MON SPR | MON FEA | CAT SPR | CAT FEA | RBR SPR | RBR FEA | SIL SPR | SIL FEA | SPA SPR | SPA FEA | HUN SPR | HUN FEA | MNZ SPR | MNZ FEA | 17e*       | 4*     |

* Saison en cours ou à venir